# Atalaya de Mosarejos
La atalaya de Mosarejos es una torre situada en los alrededores de la localidad española homónima, perteneciente al municipio de Recuerda, en la provincia de Soria, comunidad autónoma de Castilla y León.

## Historia y descripción

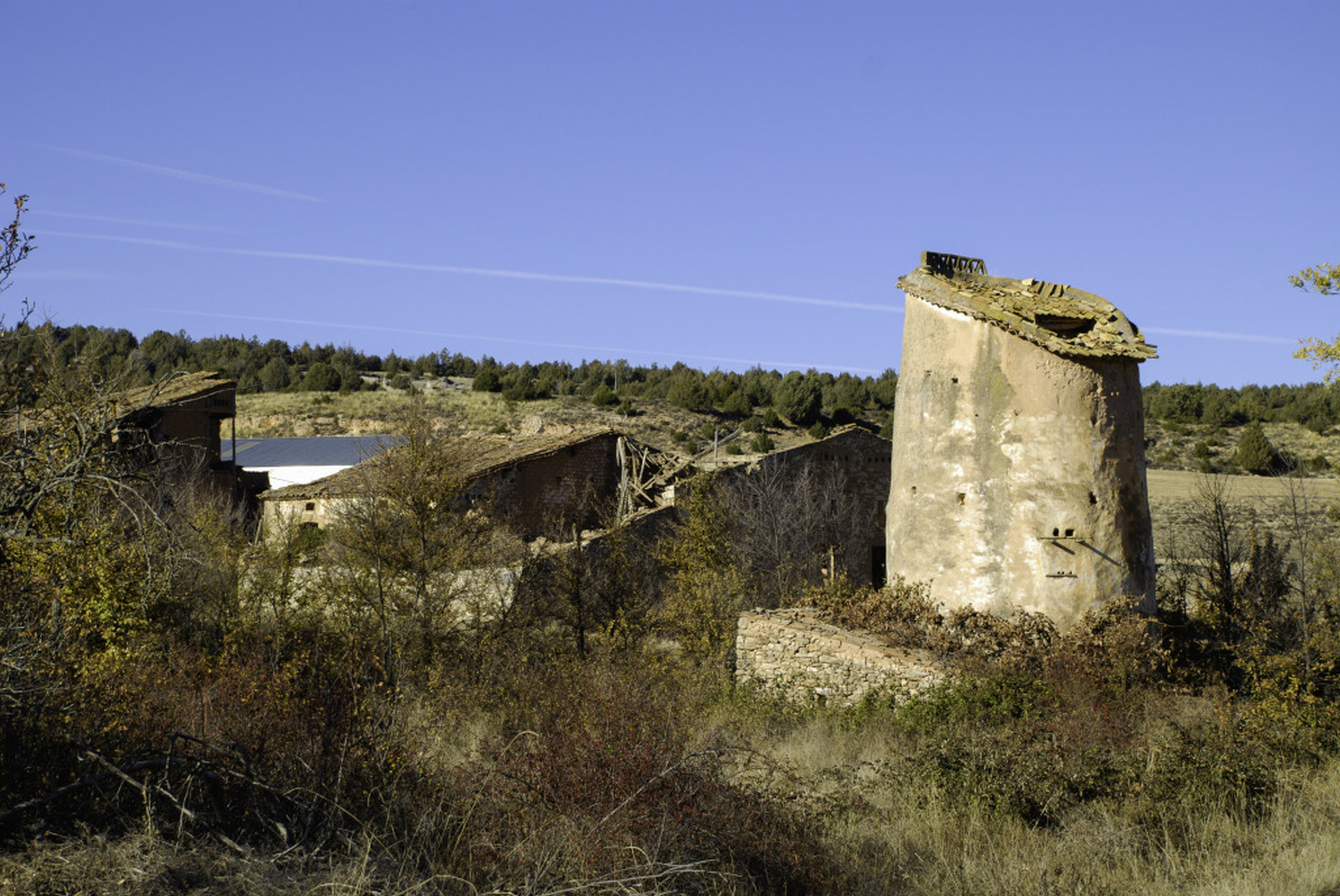
Vista de la torre, convertida en un palomar.

Durante el siglo X, el impulso repoblador de los condes castellanos hacia el sur, ocupado por los musulmanes, supuso el establecimiento de una nueva frontera en torno al Duero. La respuesta del Califato será el reforzamiento de los sistemas defensivos mediante la construcción de fortificaciones, adecuándolas a la nueva situación de frontera. La Atalaya de Mosarejos, en Mosarejos, Recuerda, es una torre de planta circular y forma ligeramente troncocónica de diez metros de altura, un diámetro de cinco metros y medio, y con una puerta de entrada de medio punto. Su estructura original presenta algunas modificaciones como consecuencia de su uso como palomar, a pesar de lo cual mantiene su carácter y singularidad.
Fue construida con mampostería.
Fue declarada bien de interés cultural con la categoría de monumento el 23 de enero de 2014.